# West Coast Customs
West Coast Customs é um companhia de remodelação de automóveis. Foi fundada em Los Angeles, Califórnia em 1993 por Ryan Friedlinghaus. Posteriormente a companhia mudou-se para Corona, Califórnia. Atualmente encontra-se em Burbank, Califórnia(última mudança em 2017).
A WCC abriu filiais na Austrália, Malásia, Rússia e Alemanha. A loja em Dubai foi aberta em novembro de 2007.
A companhia ficou famosa por ter sido escolhida para a participação do programa da MTV Pimp My Ride, apresentado por Xzibit. Eles também apareceram no jogo L.A. Rush.
Mais tarde passou a aparecer no reality show da TLC e do Discovery Channel produzido pela Pilgrim Films & Television chamado Street Customs (ou simplesmente West Coast Customs no Brasil).

## Ligações Externas
- West Coast Customs Site Oficial